# Villanueva (Santander)
Pour les articles homonymes, voir Villanueva.
Villanueva est une ville colombienne du département de Santander.